# Ministère de l'Égalité raciale
Le ministère de l'Égalité raciale (en portugais : Ministério da Igualdade Racial) est un département du gouvernement brésilien. Il est responsable des politiques dans la planification et la coordination de la promotion de l'égalité raciale et la lutte contre le racisme à l'échelle nationale.
Anielle Franco est ministre dans le troisième gouvernement Lula depuis le 1er janvier 2023.

## Historique
Le portefeuille a été créé le 21 mars 2003 sous le nom du Secrétariat spécial pour les politiques de promotion de l'égalité raciale de la Présidence de la République, sous le premier gouvernement de Lula, en tant que secrétariat lié à la Présidence avec statut de ministère d'État, ayant comme première titulaire Matilde Ribeiro (pt), professeure d'université de São Paulo.
En octobre 2015, le gouvernement de Dilma Rousseff décide d'incorporé le Secrétariat spécial au ministère de la Femme, de l'Égalité raciale et des Droits de l'homme, devenant l'un des trois secrétariats nationaux du ministère, avec le Secrétariat pour la Droits de l'homme et le Secrétariat aux politiques pour les femmes, étant relégués au second niveau du gouvernement fédéral.
Le statut du secrétariat s'est aggravée à partir de 2016, sous les gouvernements Temer et Bolsonaro, avec l'exclusion de l'« Égalité raciale » du portefeuille ministériel, situation qui s'est inversée qu'avec l'élection de Lula da Silva en octobre 2022 et confirmée le 1er janvier 2023 avec la nomination d'Anielle Franco pour être ministre de l'Égalité raciale.

## Structure organisationnelle
En raison de la longue période pendant laquelle il a été intégré à un autre portefeuille, le ministère de l'Égalité raciale est en cours de restructuration et doit suivre la structure organisationnelle des autres ministères brésiliens, qui sont composés des organes et unités suivants :
- Organismes d'assistance directe et immédiate : cabinet du Ministre, secrétaire exécutif, conseil spécial sur le contrôle interne et le conseil juridique.
- Organismes spécifiques singuliers : Secrétariats thématiques qui forment le deuxième niveau du gouvernement fédéral (ceux-ci sont subdivisés en Départements spécialisés).

### Organismes collégiaux
Le ministère de l'Égalité raciale disposait déjà ou dispose sous sa responsabilité des organes administratifs suivants, dotés de fonctions consultatives, délibératives et normatives : Le Conseil national pour la promotion de l'Égalité raciale.

## Ministres
| Ministre         | Ministre         | Ministre                     | Parti            | Intitulé                                                     | Début            | Fin              | Président                                  |
| ---------------- | ---------------- | ---------------------------- | ---------------- | ------------------------------------------------------------ | ---------------- | ---------------- | ------------------------------------------ |
|                  |                  | Matilde Ribeiro (pt)         | PT               | Secrétariat aux politiques de promotion de l'Égalité raciale | 21 mars 2003     | 6 février 2008   | Luiz Inácio Lula da Silva                  |
|                  |                  | Martvs Chagas (pt) (intérim) | PT               | Secrétariat aux politiques de promotion de l'Égalité raciale | 6 février 2008   | 20 février 2008  | Luiz Inácio Lula da Silva                  |
|                  |                  | Edson Santos (pt)            | PT               | Secrétariat aux politiques de promotion de l'Égalité raciale | 20 février 2008  | 31 mars 2010     | Luiz Inácio Lula da Silva                  |
|                  |                  | Eloi Ferreira (pt)           | PT               | Secrétariat aux politiques de promotion de l'Égalité raciale | 31 mars 2010     | 31 décembre 2010 | Luiz Inácio Lula da Silva                  |
|                  |                  | Luiza Bairros (pt)           | Indép.           | Secrétariat aux politiques de promotion de l'Égalité raciale | 1er janvier 2011 | 1er janvier 2015 | Dilma Rousseff                             |
|                  |                  | Nilma Lino Gomes (pt)        | Indép.           | Secrétariat aux politiques de promotion de l'Égalité raciale | 1er janvier 2015 | 1er octobre 2015 | Dilma Rousseff                             |
| Pas de titulaire | Pas de titulaire | Pas de titulaire             | Pas de titulaire | Pas de titulaire                                             | 1er octobre 2015 | 1er janvier 2023 | Dilma Rousseff Michel Temer Jair Bolsonaro |
|                  |                  | Anielle Franco               | PT               | Ministre de l'Égalité raciale                                | 1er janvier 2023 | en fonction      | Luiz Inácio Lula da Silva                  |